# Hans Zesch-Ballot
Hans Zesch-Ballot (* 20. Mai 1896 in Dresden als Hans Georg Ziesche; † 1. September 1972 in München) war ein deutscher Schauspieler und Regisseur.

## Leben
Zesch-Ballot gab sein Bühnendebüt als Schauspieler 1919 in einer Inszenierung von Wilhelm Stücklens Straße nach Steinach am Hoftheater Dessau. Es folgten Engagements an deutschsprachigen Theatern in Berlin, Wien, München und Hamburg sowie zahlreiche Bühnengastspiele.
1930 gab er in Anatole Litvaks Komödie Dolly macht Karriere (mit Dolly Haas in der Titelrolle) sein Spielfilmdebüt. In seiner mehr als 40 Jahre und über 100 Produktionen umfassenden Film- und Fernsehkarriere spielte Zesch-Ballot fast ausschließlich markante Neben- und Chargenrollen in Filmen unterschiedlichster Genres. Zesch-Ballot stand 1944 in der Gottbegnadeten-Liste des Reichsministeriums für Volksaufklärung und Propaganda.
Er wirkte mit in Komödien wie Einmal der liebe Herrgott sein (mit Hans Moser), Abenteuerfilmen wie Der Tiger von Eschnapur, Kriegsfilmen wie Luis Trenkers Condottieri, Propagandafilmen wie Paul Wegeners Ein Mann will nach Deutschland und … reitet für Deutschland (mit Willy Birgel), Dramen wie Falk Harnacks Der 20. Juli (in der Rolle von Generalleutnant Erich Hoepner), Helmut Käutners Nachts auf den Straßen, Zeugin aus der Hölle (mit Irene Papas), Science-Fiction-Filmen wie Ein Mann geht durch die Wand (mit Heinz Rühmann) und Kriminalfilmen wie Am Tag, als der Regen kam und der Edgar-Wallace-Adaption Das Rätsel der roten Orchidee, in der er Siegfried Schürenberg als Sir John ersetzte.
Daneben übernahm Zesch-Ballot Gastauftritte in Fernsehserien wie Das Kriminalmuseum, Pater Brown und Graf Yoster gibt sich die Ehre.

## Filmografie (Auswahl)
- 1930: Dolly macht Karriere
- 1932: Strich durch die Rechnung
- 1934: Ein Mann will nach Deutschland
- 1934: Ferien vom Ich
- 1934: Die Liebe und die erste Eisenbahn
- 1935: Der Vogelhändler
- 1935: Mein Leben für Maria Isabell
- 1936: Der Kurier des Zaren
- 1936: Der Kaiser von Kalifornien
- 1936: Schloß Vogelöd
- 1936: Waldwinter
- 1936: Verräter
- 1936: Es geht um mein Leben
- 1936: Neunzig Minuten Aufenthalt
- 1936: Die Nacht mit dem Kaiser
- 1937: Condottieri
- 1937: Man spricht über Jacqueline
- 1937: Tango Notturno
- 1937: Wie einst im Mai
- 1938: Der Tiger von Eschnapur
- 1938: Narren im Schnee
- 1938: Der unmögliche Herr Pitt
- 1938: Nordlicht
- 1938: Die Nacht der Entscheidung
- 1938: Fracht von Baltimore
- 1939: Zentrale Rio
- 1939: Drei wunderschöne Tage
- 1939: Frau ohne Vergangenheit
- 1939: Der Polizeifunk meldet
- 1940: Die unvollkommene Liebe
- 1940: Seitensprünge
- 1940/53: Gesprengte Gitter
- 1941: … reitet für Deutschland
- 1941: Kopf hoch, Johannes!
- 1941: Dreimal Hochzeit
- 1941: Hauptsache glücklich
- 1942: Einmal der liebe Herrgott sein
- 1942: Ein Zug fährt ab
- 1942: Anschlag auf Baku
- 1943: Wenn der junge Wein blüht
- 1943: Der dunkle Tag
- 1944: Familie Buchholz
- 1944: Neigungsehe
- 1945: Die Schenke zur ewigen Liebe
- 1945: Der Mann im Sattel (UA: 2000)
- 1948: Die Söhne des Herrn Gaspary
- 1949: Verführte Hände
- 1949: Gesucht wird Majora
- 1950: Hochzeit mit Erika
- 1950: Der Fall Rabanser
- 1950: Die Dritte von rechts
- 1951: Das späte Mädchen
- 1951: Primanerinnen
- 1952: Nachts auf den Straßen
- 1953: Des Feuers Macht
- 1953: Die Kaiserin von China
- 1954: Sanatorium total verrückt
- 1954: Das Ministerium ist beleidigt
- 1955: Der 20. Juli
- 1955: Rosenmontag
- 1958: Dr. Crippen lebt
- 1958: Das Mädchen vom Moorhof
- 1959: Der Andere (Durbridge-Sechsteiler)
- 1959: Am Tag, als der Regen kam
- 1959: Ein Mann geht durch die Wand
- 1960: Der Held meiner Träume
- 1960: Gaslicht (Fernsehspiel)
- 1961: Der Mann von drüben
- 1961: Der Flüchtling
- 1962: Das Rätsel der roten Orchidee
- 1962: Freddy und das Lied der Südsee
- 1962: Papiermühle
- 1963: Lady Frederick
- 1963: Das Kriminalmuseum (Fernsehserie) – Die Nadel
- 1964: Das Kriminalmuseum (Fernsehserie) – Der Füllfederhalter
- 1964: Das Kriminalmuseum – Der Fahrplan (Fernsehserie)
- 1964: Der Komödienstadel – Die Entwicklungshilfe
- 1964: Der Mann nebenan
- 1965: Der Nachtkurier meldet (Fernsehserie) – Märchenhafter Gewinn
- 1965: Das Kriminalmuseum (Fernsehserie) – Der Ring
- 1966: Conan Doyle und der Fall Edalji
- 1966: Zeugin aus der Hölle
- 1966: Die verschenkten Jahre
- 1967: Landarzt Dr. Brock (Fernsehserie) – Seuchengefahr
- 1969: Pater Brown (Fernsehserie) – Wer war der Täter?

## Hörspiele
- 1953: Just Scheu, Ernst Nebhut: Ein Engel namens Schmitt. (Paul Gerlach) Regie: Otto Kurth, NWDR.
- 1961: Georges Simenon: Maigret und seine Skrupel. Bearbeitung: Gert Westphal. Regie: Heinz-Günter Stamm, BR. Der Audio Verlag 2005, ISBN 978-3-89813-390-6.